# منتخب النرويج لاتحاد الرغبي
منتخب النرويج الوطني لاتحاد الرغبي (بالنرويجية: Norges herrelandslag i rugby union)‏ هو ممثل النرويج الرسمي في المنافسات الدولية في اتحاد الرغبي .